# Lebanon (Maine)
Lebanon è un comune (town) degli Stati Uniti d'America della contea di York nello Stato del Maine. La popolazione era di 6,031 persone al censimento del 2010. Lebanon include i villaggi di Center Lebanon, West Lebanon, North Lebanon, South Lebanon ed East Lebanon. Fa parte dell'area metropolitana di Portland. L'aeroporto di Lebanon è sede del Skydive New England.

## Storia
In origine si chiamava Towwoh dalla tribù Newichawannock Abenachi, il cui villaggio principale era il più in basso del fiume Salmon Falls. Il 20 aprile 1733, il Tribunale del Massachusetts concesse la piantagione Towwoh a 60 coloni, che per primi si insediarono nel 1743. La township fu incorporata il 17 giugno 1767, e cambiò nome in Lebanon, dalla terra biblica di Libano (Lebanon in inglese). Fu la ventitreesima città del Maine ad essere creata. Lebanon annesse un territorio non incorporato nel 1785, e alcuni da Sanford nel 1787. Fu scambiato con il terreno di Shapleigh, dando un po' nel 1793, poi annettendo alcuni nel 1825.
Gli agricoltori trovarono la superficie della città relativamente a livello nel sud-est, con vaste pianure di pini nel nord-ovest. Il raccolto capo era il fieno. Il fiume Salmon Falls e il fiume Little venivano sfruttati come energia idroelettrica per i mulini ad acqua. Lebanon possedeva quattro segherie, tre mulini per cereali, un mulino a tetto in scandole, un mulino per la cardatura della lana e una conceria. Nel 1850, Oren B. Cheney fondò la West Lebanon Academy. A partire dai primi anni del 1870, la Portland and Rochester Railroad fu costruita al lato sud-est della città, con la Portsmouth, Great Falls and Conway Railroad che attraversava un breve tratto sul lato occidentale.

## Geografia fisica
Secondo lo United States Census Bureau, ha un'area totale di 55,83 miglia quadrate (144,60 km²).

## Società

### Evoluzione demografica
Secondo il censimento del 2010, c'erano 6,031 persone.

### Etnie e minoranze straniere
Secondo il censimento del 2010, la composizione etnica della città era formata dal 97,1% di bianchi, lo 0,4% di afroamericani, lo 0,3% di nativi americani, lo 0,8% da asiatici, lo 0,1% di altre razze, e l'1,3% di due o più etnie. Ispanici o latinos di qualunque razza erano lo 0,9% della popolazione.